# Турчениця
Турчениця (хорв. Turčenica) — населений пункт у Хорватії, в Сисацько-Мославинській жупанії у складі міста Глина.

## Населення
Населення за даними перепису 2011 року становило 0 осіб.
Динаміка чисельності населення поселення:

## Клімат
Середня річна температура становить 10,69 °C, середня максимальна – 25,18 °C, а середня мінімальна – -6,09 °C. Середня річна кількість опадів – 1016 мм.
| Клімат поселення                              | Клімат поселення | Клімат поселення | Клімат поселення | Клімат поселення | Клімат поселення | Клімат поселення | Клімат поселення | Клімат поселення | Клімат поселення | Клімат поселення | Клімат поселення | Клімат поселення | Клімат поселення |
| Показник                                      | Січ.             | Лют.             | Бер.             | Квіт.            | Трав.            | Черв.            | Лип.             | Серп.            | Вер.             | Жовт.            | Лист.            | Груд.            |                  |
| Середній максимум, °C                         | 7,09             | 8,83             | 13,28            | 17,52            | 22,00            | 25,18            | 24,12            | 23,42            | 19,88            | 15,07            | 9,18             | 5,38             |                  |
| Середня температура, °C                       | 0,50             | 2,25             | 6,68             | 10,94            | 15,41            | 18,58            | 20,27            | 19,55            | 16,03            | 11,20            | 5,32             | 1,51             |                  |
| Середній мінімум, °C                          | −6,09            | −4,34            | 0,10             | 4,34             | 8,82             | 12,01            | 16,40            | 15,68            | 12,16            | 7,34             | 1,46             | −2,35            |                  |
| Норма опадів, мм                              | 62               | 60               | 71               | 83               | 87               | 97               | 90               | 93               | 95               | 97               | 102              | 79               |                  |
| Середньомісячна швидкість вітру, м/с          | 1.69             | 1.80             | 2.20             | 2.10             | 1.92             | 1.80             | 1.70             | 1.60             | 1.60             | 1.63             | 1.70             | 1.72             |                  |
| Середньомісячна сонячна радіація, кДж/м²·день | 4260             | 7007             | 10573            | 15051            | 19250            | 21260            | 22418            | 19432            | 14281            | 8923             | 4723             | 3471             |                  |
| --------------------------------------------- | ---------------- | ---------------- | ---------------- | ---------------- | ---------------- | ---------------- | ---------------- | ---------------- | ---------------- | ---------------- | ---------------- | ---------------- | ---------------- |
| Джерело:                                      |                  |                  |                  |                  |                  |                  |                  |                  |                  |                  |                  |                  |                  |